# Rynek Starego Miasta w Olsztynie
Rynek Starego Miasta – oficjalna nazwa to ulica Stare Miasto – główny plac olsztyńskiego Starego Miasta, który znajduje się w środku Starego Miasta. Przy Rynku Starego Miasta znajdują się kamienice, które w większości zostały zniszczone przez Armię Radziecką w lutym 1945 roku po zdobyciu miasta. Dziś mieszczą się w nich liczne sklepy i restauracje. Na środku rynku znajduje się Stary Ratusz, w którym się mieści dzisiaj Wojewódzka Biblioteka Publiczna, która przeszła również generalny remont wraz z Rynkiem otaczającym Stary Ratusz.

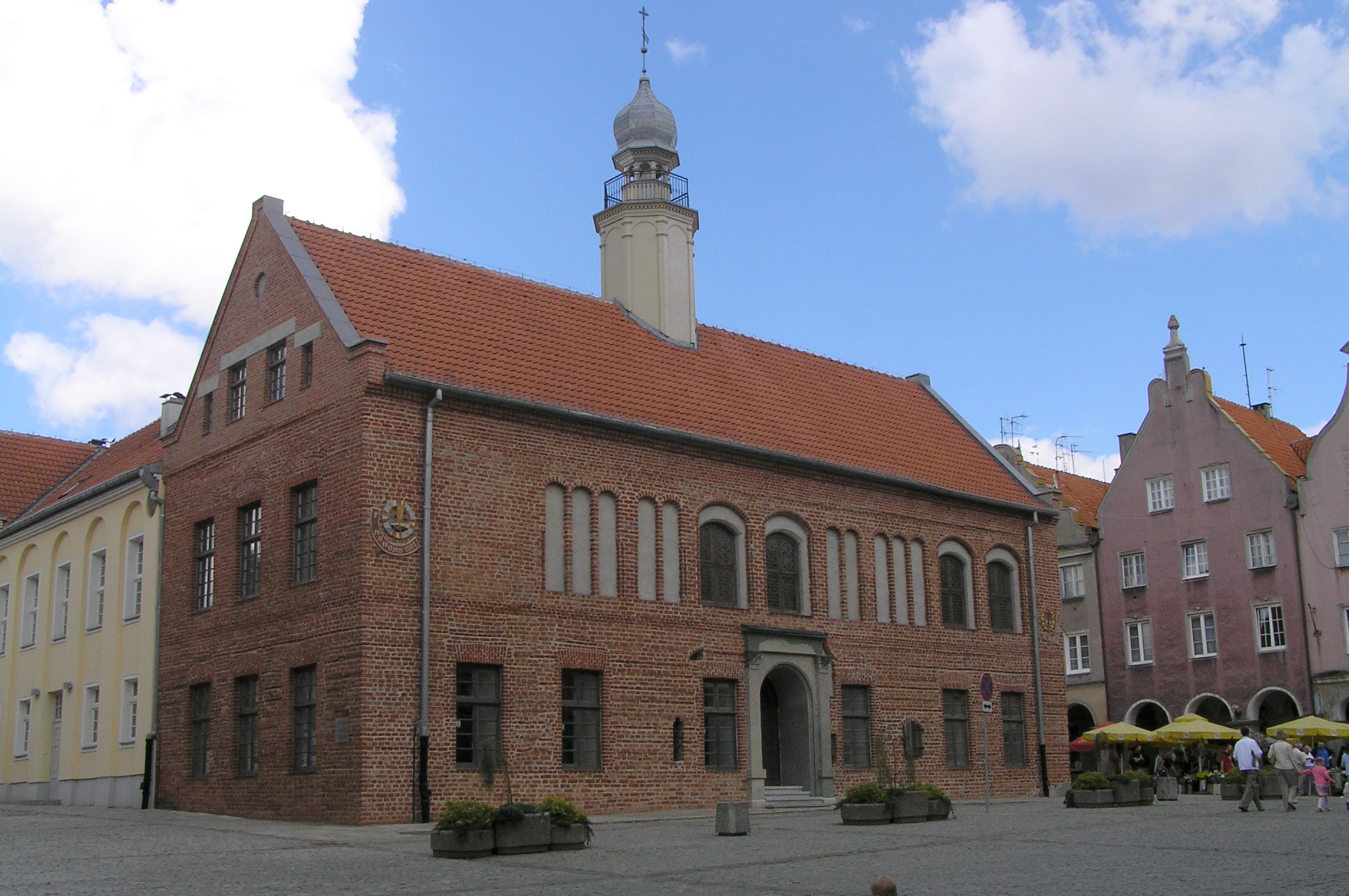
Stary Ratusz przy Rynku Starego Miasta – ul. Stare Miasto

## Dane Rynku

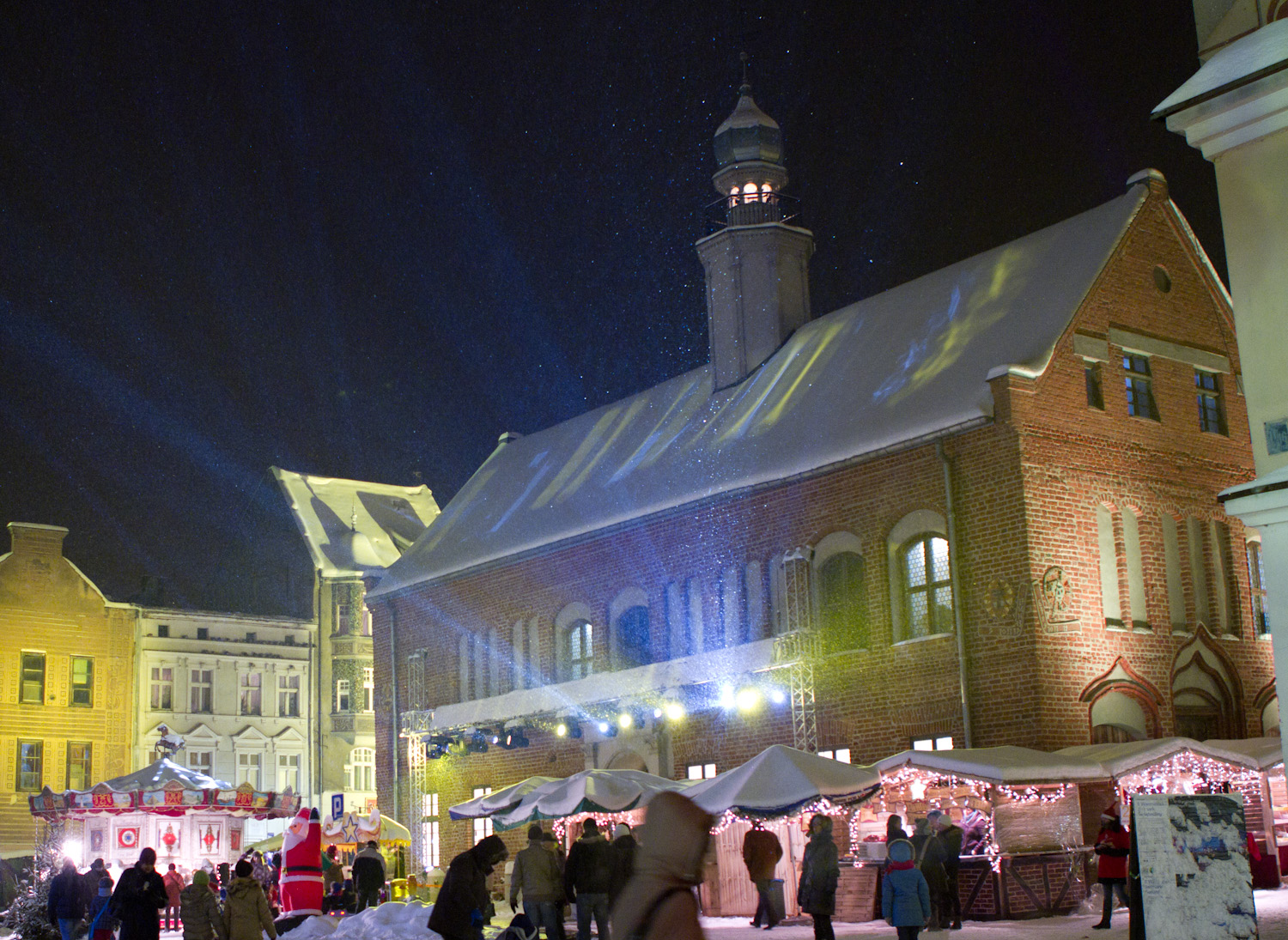
Rynek Starego Miasta zimą

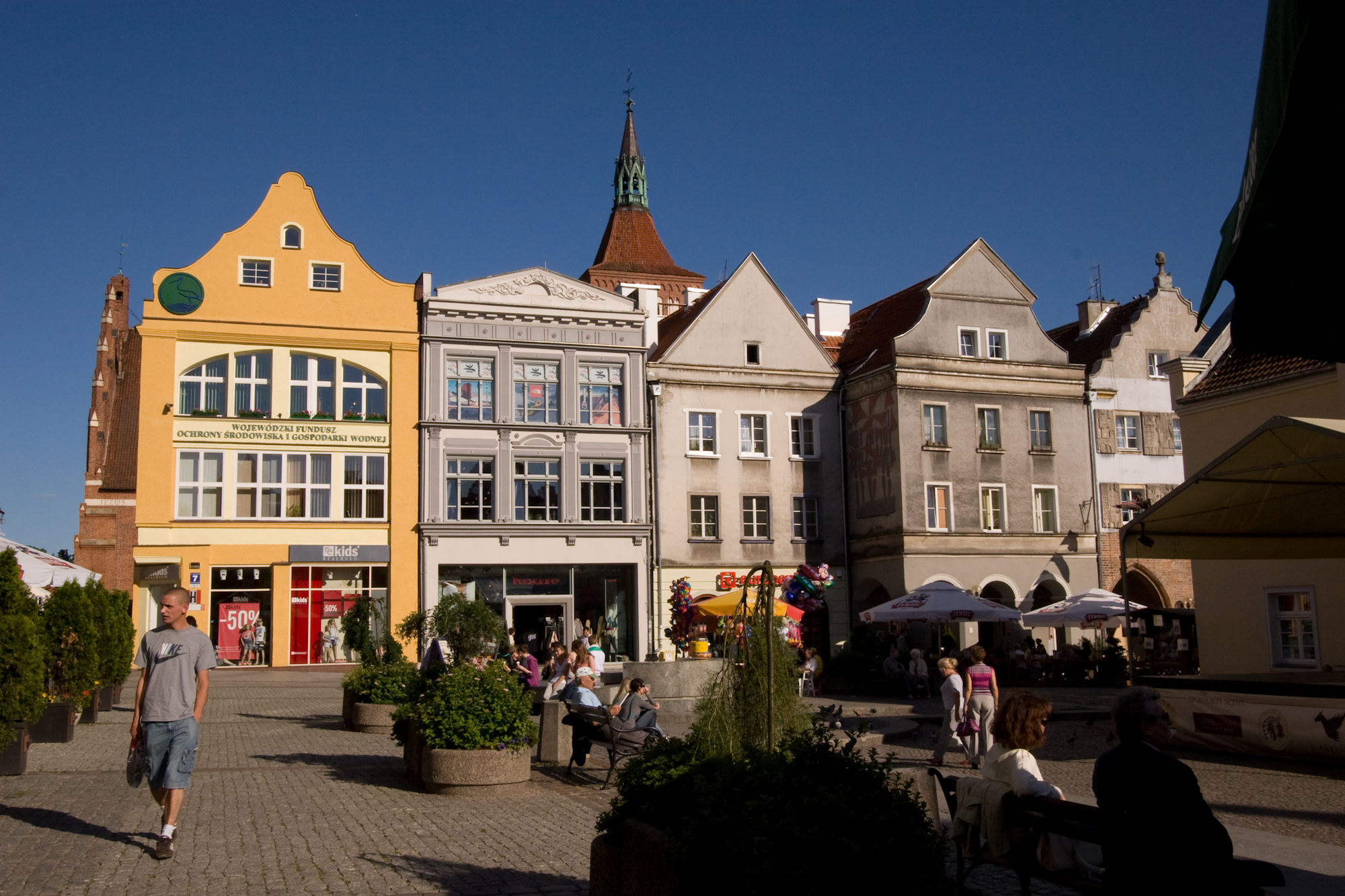
wschodnia część Rynku Starego Miasta

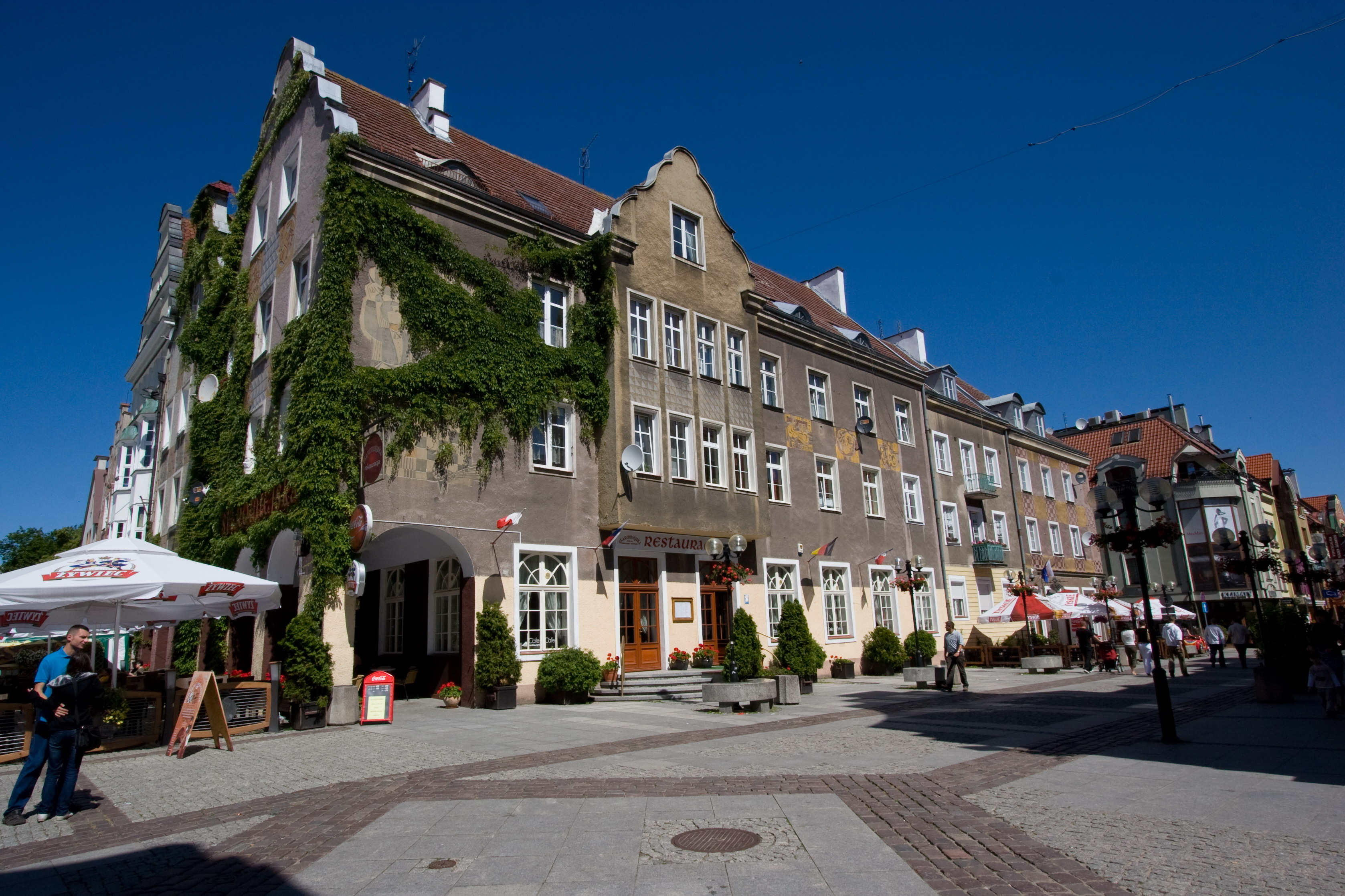
północno-wschodnia część Rynku Starego Miasta, Restauracja Staromiejska

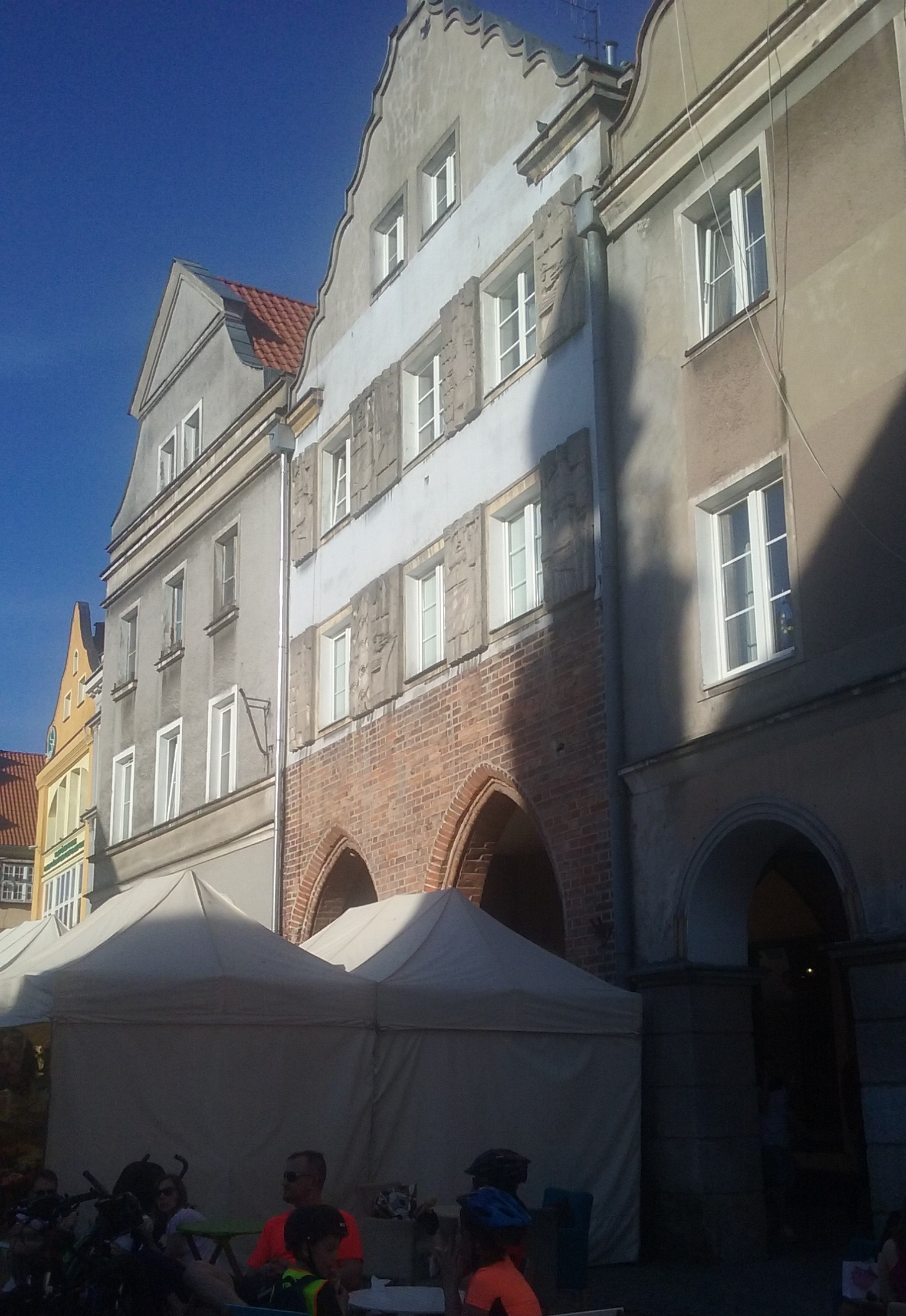
Tzw. Dom Burmistrza z gotyckimi arkadami. Tradycyjnie uważany za najważniejszą kamienicę Rynku. Na budynku cień wieży Starego Ratusza.

Rynek Starego Miasta znajduje się w środku Starego Miasta i ma kształt prostokątny.
Od Rynku Starego Miasta odbiegają następujące ulice:
- w północno-zachodnim rogu rynku: ulica Gazety Olsztyńskiej (na północ) i ulica Zamkowa (na zachód)
- w północno-wschodnim rogu rynku: ulica Staromiejska (na północ) i ulica Św. Barbary (na wschód)
- w południowo-wschodnim rogu rynku: ulica Staszica (na wschód) i ulica Prosta (na południe)
- w południowo-zachodnim rogu rynku: ulica Kołłątaja (na południe) i ulica Jana z Łajs (na zachód)

## Historia Rynku
Nazwa Rynku za czasów Prus Wschodnich brzmiała Markt – czyli Rynek. Początki Rynku sięgają XIV wieku, wraz z budową Starego Ratusza i osiągnięciem przez Olsztyn praw miejskich. Rynek zawsze pełnił rolę miejsca handlu w Olsztynie od początku swego istnienia. Rynek, jak i większość miasta Olsztyna uległ zniszczeniu przez pożar, który zniszczył większość domów i budynków na terenie miasta. Z okolicznych miast i wsi ludzie przyjeżdżali tu przede wszystkim na handel żywnością oraz towarami. Handel również odbywał się w samym Starym Ratuszu i w jego piwnicach. Pozycja Rynku spełniała strategiczną rolę, była pośrodku osi północ-południe, na północ Górne Przedmieście (Oberrohstadt) i ulica Staromiejska (dawna ulica Górna – Oberstr.) prowadząca do Bramy Górnej – również znanej jako Wysoka Brama. Zaś na południe Dolne Przedmieście (Unterrohstadt) i ulica Prosta (Richtstr.), która prowadzi do miejsca dawnej Bramy Dolnej – która dziś już nie istnieje. 15 grudnia 1907, uruchomiono linię tramwajową linii 1 łączącą pierwotnie Most św. Jana (a później Jezioro Długie) przy ulicy Prostej z Dworcem Głównym przez ulicę Staromiejską; tramwaje przejeżdżały przez wschodnią część Rynku. Do lat 20. XX wieku, na terenie Rynku znajdował się browar, który został rozebrany w celu powiększenia Starego Ratusza.
Rynek uległ znacznemu zniszczeniu podczas II wojny światowej. Większość kamienic została celowo zniszczona albo podpalona przez żołnierzy Armii Czerwonej. Nazwę ulica Stare Miasto nadano w późnych latach 40. XX wieku.
Rynek został odbudowywany w latach 50. XX wieku, ale nie został odtworzony w kształcie, jaki był przed wybuchem II wojny światowej. Zniszczone w 1945 roku eklektyczne kamienice z końca XIX i początku XX wieku zastąpiły kamienice stylizowane na budynki renesansowe i barokowe, zdobione sgraffito i wyrzeźbionymi wizerunkami osób walczących o polskość na terenach Warmii i Mazur jak Michał Kajka. Ten wystrój kamienic przetrwał na większości kamienic przy Rynku, poza niektórymi wyjątkami m.in. Stary Ratusz.
W trakcie remontu elewacji Starego Ratusza w 2003 roku odkryto pod tynkiem fragmenty gotyckiej elewacji z cegły i zdobień tzw. „oślich grzbietów”, w związku z czym podjęto decyzję o ich wyeksponowaniu i częściowej rekonstrukcji średniowiecznych otworów okiennych.
Do 20 listopada 1965, po wschodniej stronie Rynku jeździły tramwaje w kierunku Mostu Św. Jana i Jeziora Długiego linii 1. Zlikwidowano je z powodu większej efektywności i wydajności autobusów.
Przez dokładnie 100 lat, od roku 1911 aż do roku 2011 w kamienicy przy ul. Stare Miasto 23 nieprzerwanie funkcjonowało kino. W czasach niemieckich działało pod nazwą „Luisen Theater”, w okresie PRL-u jako „Kino Awangarda”, a po 1990 jako prywatne kino Awangarda-2. Nieprzerwanie od czasów PRL-u (od 1958 roku) działa również Restauracja Staromiejska, przy ul. Stare Miasto 4/6. W latach 60. XX wieku, na Rynku nagrywano odcinki serialu Stawki większej niż życie, które były również realizowane w samym Starym Ratuszu. Wraz z generalnym remontem nawierzchni Rynku i Starego Ratusza, postawiono ustawić fontannę w stylu nowoczesnym w północno-wschodniej stronie Rynku, oraz wybudowano miejsce na scenę na tle biblioteki.

## Zabytki i atrakcje turystyczne

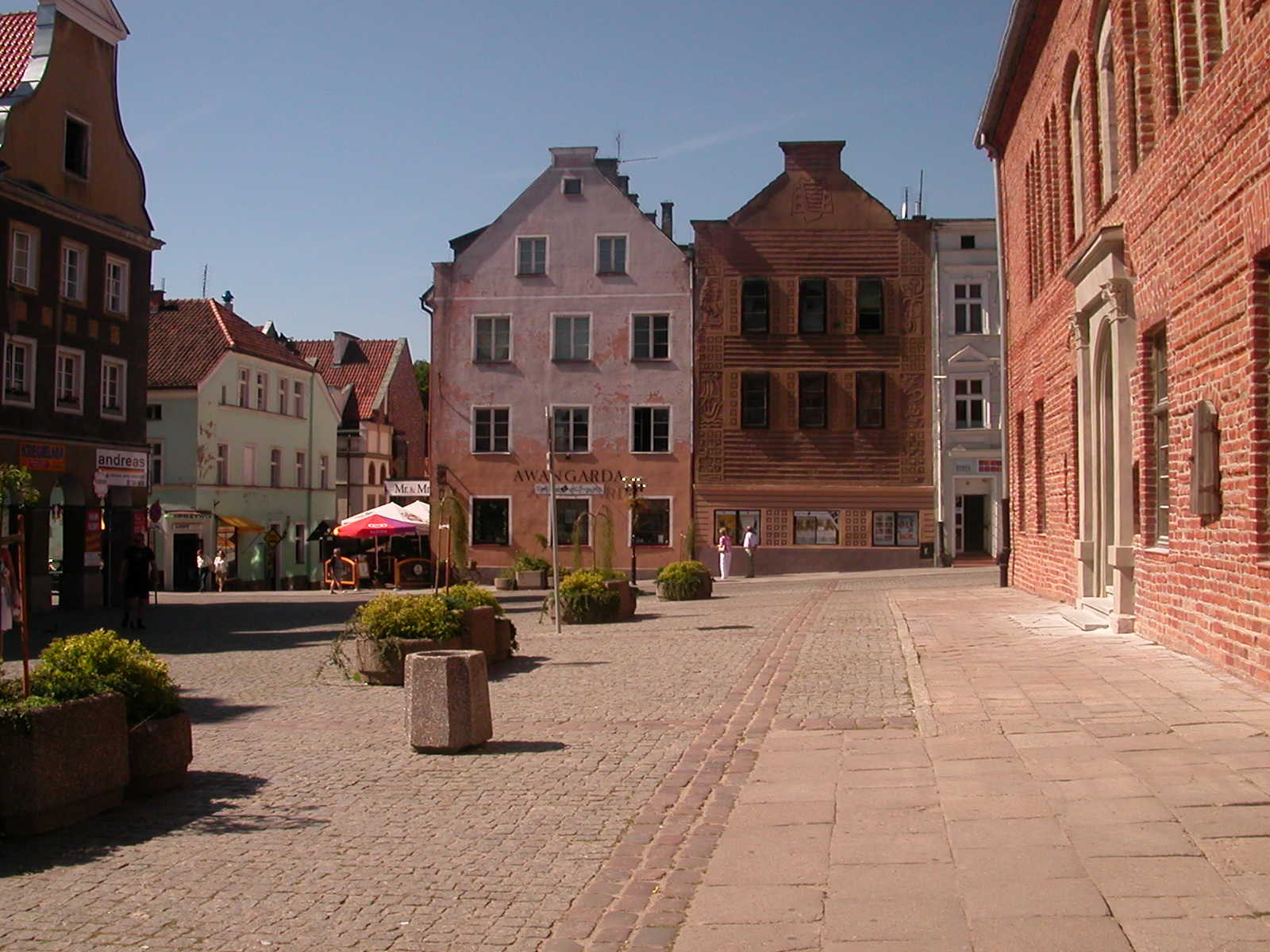
Widok na południe Rynku, dawne kino i Galerię Rynek

- Stary Ratusz
- Dom Burmistrza
- Rodzinny dom Ericha Mendelsohna
- Galeria Rynek

## Komunikacja
Na północ od Rynku znajduje się pl. Jedności Słowiańskiej oraz Śródmieście gdzie znajduje się przystanek autobusów miejskich a na południe znajduje się ul. Prosta i nieopodal Mostu św. Jana, ul. Grunwaldzka, gdzie znajduje się również przystanek autobusów miejskich.